# Tephritis dentata
Tephritis dentata är en tvåvingeart som beskrevs av Wang 1990. Tephritis dentata ingår i släktet Tephritis och familjen borrflugor. Inga underarter finns listade i Catalogue of Life.